# Genoni
Genoni (sardinsky: Jaròi, Geròni) je italská obec (comune) v provincii Sud Sardegna v regionu Sardinie. Nachází se ve výšce 447 metrů nad mořem a má 764 obyvatel. Rozloha obce je 43,79 km².